# الملعب الأولمبي بالمنزه
الملعب الأولمبي بالمنزه ملعب رياضي متعدد الاختصاصات يقع بالمنزه بتونس.
تم إنشاء الملعب سنة 1967 بمناسبة ألعاب البحر الأبيض المتوسط على أنقاض ملعب يونغ بيريز. تبلغ طاقة استيعابه 45000 متفرج.
وقعت تهيئته سنة 1994 لاحتضان كأس الأمم الأفريقية لكرة القدم كما استقبل البطولة ذاتها سنة 2004.
ظل الملعب الأولمبي بالمنزه ملعب العاصمة الرئيسي إلى حين إنشاء ملعب الأولمبي برادس سنة 2001. فريقان من العاصمة هما الترجي الرياضي التونسي والنادي الإفريقي يستقبلان منافسيهما في هذا الملعب.
شهد هذا الملعب أيضا بعض العروض الموسيقية أبرزها حفل مايكل جاكسون (أكتوبر 1996) وماريا كاري (جويلية 2006).